# MC.200戰鬥機
MC.200戰鬥機是意大利其中一種初期研發的單翼戰鬥機，出自馬基航空(Macchi)公司，意大利人也叫它做雷電(意文:Saetta)。

## 設計
MC.200是全鋁合金製戰鬥機，原本採用上單翼但後來改為下單翼，該機有良好的飛行機動性，速度也比同期裝備的飛雅特G.50戰鬥機快30公里/小時，但它火力祇有機頭兩挺SAFAT機槍卻給人過時之感。其实MC.200最初使用的是封闭式座舱，后来改成开放式的，但又改回封闭式座舱，不过飞行员拆除座舱盖之事屡禁不止，最后使用了折中办法，就是加上独特的半开放座舱。不过，他催生了后来更加优秀的MC.202和MC.205。

## 基本資料
- 乘員:1人
- 機長:8.25米
- 翼展:10.58米
- 翼面積:16.82平方米
- 機高:3.05米
- 空重:1,964公斤
- 載重:2,200公斤
- 最快速度:504公里/小時
- 航程:570公里
- 昇限:8,900 米

- 發動機:飛雅特A74RC38風冷式發動機(870匹馬力)
- 武裝:2挺12.7毫米口徑SAFAT機槍

## 實戰

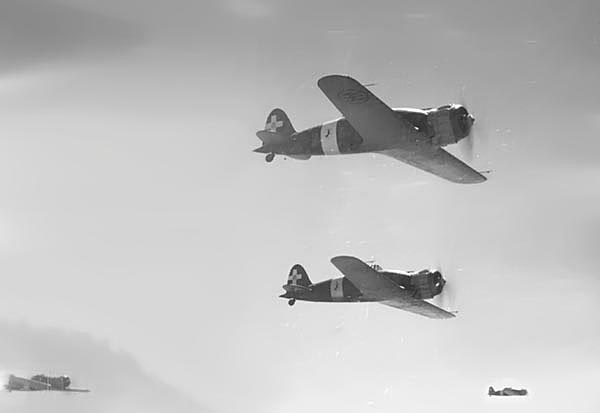
飛越地中海的MC.200機隊

首批共144架MC.200戰鬥機於1940年投入地中海戰區，為要飛經過馬爾他島的運輸機護航，同年11月在西西里島外海擊落1架英國飛艇，而且多次和英軍的颶風式戰鬥機交戰，在馬爾他島空戰當中，MC.200也為偵察和轟炸該島的軸心國飛機護航，之後MC.200轉戰北非，巴爾幹半島和蘇聯，在蘇聯前線曾創下以損失15架擊落88架蘇軍戰機的戰果，1943年在意大利本土，MC.200也奉命阻止盟軍在南部登陸，直至同年9月8日，意大利向盟軍投降為止，MC.200剩下不足100架

## 使用國家
- 義大利
- 納粹德國

## 外部連結
- 意大利“马基”MC.200/202/205战斗机 （页面存档备份，存于）